# Сепаратизъм в Турция
Сепаратизмът в Турция е явление, породено от желанието на редица малцинства в Турция, да се отделят и да образуват независими национални държави.

## Кюрдски сепаратизъм
В началото на 21 век кюрдите остават най-голямата етническа група в Османската империя, която остава без собствена държава. Севърския договор между Османската империя и Тройното съглашение през 1920 г. предвижда създаването на независим Кюрдистан. Това споразумение обаче никога не влиза в сила и е отменено след подписването на Лозанския договор през 1923 г. През 1920-те и 1930-те години кюрдите на няколко пъти се бунтуват срещу турските власти, но без успех.
През август 1984 г. Кюрдската работническа партия (ПКК) обявява война на турските власти, която продължава и днес. До 1993 г. ПКК поставя искане за провъзгласяването на единен и независим Кюрдистан, обединяващ кюрдските територии, които днес са част от държавните граници на Турция, Иран, Ирак и Сирия.
От 1999 г. ПКК поставя изисквания, които са близки и разбираеми за по-голямата част от кюрдското население: предоставяне на автономия, запазване на националната идентичност, изравняване на правата на кюрдите с тези на турците, откриване на национални училища и искане за кюрдско радио и телевизия.
- Землище на кюрдите в Централен Анадол.
- Разпространение на кюрдските езици в региона.
- Етно-географската област Турски Кюрдистан.

## Арменски сепаратизъм
Западна Армения (на западноарменски: Արեւմտեան Հայաստան, Arevmdian Hayasdan) е разположена в Западна Азия, е термин, използван за обозначаване на източните части на Турция (бившата Османска империя), които са били част от историческата родина на арменците. Западна Армения, наричана още Византийска Армения, възниква след разделянето на Велика Армения между Византийската империя (Западна Армения) и Сасанидска Персия (Източна Армения) през 387 г.
Районът е завладян от османците през 16 век по време на Османско-персийската война през 1532–1555 г., от техните ирански съперници от династията Сефевиди. Османското управление над региона става решаващо едва след османско-сефевидската война от 1623–1639 г. Тогава областта става известна като Турска Армения или Османска Армения. През 19 век Руската империя завладява цяла Източна Армения от Иран, а също и някои части на Турска Армения, като Карс. Арменското население в региона е засегнато по време на масовите кланетата на над арменци през 1894–1896 г., извършено от Османската империя.
Арменците живеещи в земите на техните предци, са били унищожени или депортирани от османските сили по време на арменския геноцид и през следващите години. Систематичното унищожаване на арменското културно наследство, продължило повече от 4000 години, е считано като пример за културен геноцид.
Днес в района живеят само асимилирани и криптоарменци (скрити арменци), а някои арменци иредентисти определят района за част от Обединена Армения. Тези възгледи споделя партия Арменска революционна федерация в Армения.

## Лазки сепаратизъм
Лазистан, който е част от Трапезундския вилает по време на Османската империя, е населен от лази и амшенци, той граничи с Батумски окръг в Кутаиска губерния на Руската империя. В руски източници от 16-19 век се споменава като част от т.нар. „Турска Грузия“ или „грузинска земя“.
В древността този регион е бил част от Колхидското царство, Царство Егриси е известно на древните гърци и римляни като Лазика, а на персите като Лазистан. За разлика от северните си съседи – мегрелите, и южните – арменците, те избягват арабското владичество и остават част от Византия. През Средновековието Лазистан е бил част от Грузия до превземането им от Османската империя през 1578 г. През 1878 г. източен Лазистан (включително град Батуми) става част от Руската империя, а центърът на османския санджак се премества от Батуми в град Ризе. Площта на санджака е 3733,7 км2., жителите му са били предимно лази и гърци, ок. 138,4 хил. души. Областта е известна с най-добрите моряци във турската флота.